# Eigenfactor
Le score Eigenfactor, développé par Jevin West et Carl Bergstrom (en) à l'Université de Washington, est une évaluation de l'importance totale d'une revue scientifique. Les revues sont notées en fonction du nombre de citations entrantes, les citations des revues les mieux classées étant pondérées pour apporter une plus grande contribution au facteur propre par rapport à celles des revues mal classées. En tant que mesure d'importance, le score Eigenfactor évolue avec l'impact total d'une revue.

## Méthode de calcul
Les scores Eigenfactor et les scores Article Influence sont calculés par eigenfactor.org, où ils peuvent être consultés librement pour la période 1997 à 2015. Le score Eigenfactor est destiné à mesurer l'importance d'une revue pour la communauté scientifique, en tenant compte de l'origine des citations entrantes, et est censé refléter la fréquence à laquelle un chercheur moyen accéderait au contenu de cette revue. Cependant, le score Eigenfactor est influencé par la taille de la revue, de sorte que le score double lorsque la revue double de taille (mesurée en nombre d'articles publiés par an). Le score Article Influence mesure l'influence moyenne des articles dans la revue, et est donc comparable au facteur d'impact traditionnel.
Il est considéré que l'approche Eigenfactor est plus robuste que la métrique du facteur d'impact, qui compte uniquement les citations entrantes sans tenir compte de l'importance de ces citations. Bien que le score Eigenfactor soit corrélé au nombre total de citations pour les revues médicales, ces mesures fournissent des informations très différentes. Pour un nombre donné de citations, les citations de revues plus importantes se traduiront par un score Eigenfactor plus élevé.
À l'origine, les scores Eigenfactor étaient autrefois uniquement des mesures de l'importance d'un journal; le concept de score Eigenfactor est désormais étendu pour donner aussi une mesure d'importance aux auteurs des publications. Il peut également être utilisé en combinaison avec l'indice h pour évaluer le travail individuel de scientifiques.